# Euribia
En la mitología griega, Euribia (en griego: Εὐρῦβίᾱ, Eurybía; esto es, «fuerza extensa») es una de las Póntides, es decir, hija de Gea —la Tierra— y Ponto —el Mar—. Se trata de una divinidad marina primordial que a pesar de su abolengo tan solo es mencionada en dos fuentes y siempre con carácter genealógico. En la Teogonía primero se nos dice que fue la menor de entre sus hermanos y además «alberga en su pecho un corazón de acero». Unos versos más adelante se nos narra su matrimonio y descendencia: «Euribia, divina entre diosas, parió en contacto amoroso con Crío al poderoso Astreo, a Palante y a Perses que se distinguió entre todos por su sabiduría». La Biblioteca mitológica, cuyas genealogías se basan en gran medida en los textos hesiódicos, coincide plenamente con la Teogonía en cuanto a su disertación sobre Euribia. Siendo una deidad oscura y menor no es de extrañar que algunos autores la obvien en su nómina de descendientes habidos entre Ponto y Gea.